# دهه ۹۰ (میلادی)
دهه ۹۰ (میلادی) دهه ۹م تقویم میلادی است.

## درگذشتگان
‎